# Giuseppe d’Annibale
Giuseppe d’Annibale (ur. 22 września 1815 w Borbonie, zm. 17 albo 18 lipca 1892 tamże) – włoski kardynał.

## Życiorys
Urodził się 22 września 1815 roku w Borbonie, jako syn Giuseppego d'Annibalego. Z powodów finansowych, wstąpił do seminarium duchownego dopiero w 1835 roku, a po zakończeniu studiów filozoficzno-teologicznych uzyskał doktorat utroque iure. 30 marca 1839 roku przyjął święcenia diakonatu, a 21 września – prezbiteratu. Po przyjęciu święceń został wykładowcą, początkowo w seminarium w Borbonie, a następnie w Rieti. W latach 70. XIX wieku wydał m.in. In Costitutionem Apostolicae Sedis, qua censurae latae sententiae limitantur Commentarii editi iussu illmi et remi Fr. Aegidii Mauri episcopi Reatini ad usum sacerdotum suae dioecesis, De iustitia et iure; De legibus; De censuris, De restitutione in genere oraz trzytomową Summula theologiae moralis ad usum seminarii Reatini auctore I. D'Annibale cathedralis basilicae Reatinae canonico. 12 sierpnia 1881 roku został wybrany tytularnym arcybiskupem Carystus, a dwa dni później przyjął sakrę. Powrócił wówczas do Rieti, by kontynuować pracę jako wikariusz generalny i wykładowca teologii i filozofii, jednak po roku został wezwany do Rzymu, by został kanonistą Penitencjarii Apostolskiej i asesorem Inkwizycji rzymskiej. 11 lutego 1889 roku został kreowany kardynałem prezbiterem i otrzymał kościół tytularny Ss. Bonifacio e Alessio. Rok później został prefektem Kongregacji ds. Odpustów i Świętych Relikwii. Zmarł 17 albo 18 lipca 1892 roku w Borbonie.